# Archivos Secretos - Capturados vivos en Buenos Aires - 1977
Archivos Secretos - Capturados vivos en Buenos Aires - 1977 es un álbum de recopilación en vivo de la banda argentina Aeroblus, con grabaciones de 1977 editado luego de un proceso de remasterización en 2022.

## Historia
Archivos secretos provino de una grabación en cinta abierta de un ensayo con público, el registro fue guardado por el baterista del grupo, Rolando Castello Junior, quien luego hizo una copia en cinta de casete, que sería el master resultante para este álbum. El productor de este álbum Sergio Katsuren, confesó que Castello Junior fue muy exigente con el, pidiéndole que, a pesar de solo disponer de una cinta de casete como master, el sonido debía sonar lo mejor posible. A su vez Katsuren dijo que había más material para hacer un "volumen II", como una versión de "Child in time" de Deep Purple.

## Lista de canciones
| Lado A |                                           |          |  |
| N.º    | Título                                    | Duración |  |
| 1.     | «Aire en movimiento» (Pappo)              |          |  |
| 2.     | «Buen tiempo» (Pappo)                     |          |  |
| 3.     | «Tema solisimo» (Alejandro Medina, Pappo) |          |  |
| 4.     | «Vendríamos a buscar» (Medina, Pappo)     |          |  |
| 5.     | «Sofiscuatro» (Medina, Pappo)             |          |  |
| 6.     | «Árboles difusores» (Medina, Pappo)       |          |  |
| 7.     | «Alonso's Bar» (Pappo)                    |          |  |

| Lado B |                                                              |          |  |
| N.º    | Título                                                       | Duración |  |
| 1.     | «Nada estoy sabiendo» (Medina, Pappo)                        |          |  |
| 2.     | «La araña» (Medina, Pappo, Castello Jr.)                     |          |  |
| 3.     | «Artigas y Camarones» (Medina, Pappo, Castello Jr.)          |          |  |
| 4.     | «Razzia en Avenida Corrientes» (Medina, Pappo, Castello Jr.) |          |  |
| 5.     | «Detrás de la Iglesia» (Pappo)                               |          |  |
| 6.     | «Jam de la Federal» (Medina)                                 |          |  |

## Miembros
- Pappo: guitarra y voz
- Alejandro Medina: bajo y voz
- Rolando Castello Junior: percusión